# Géographie de la Slovénie
La Slovénie est située à la frontière entre l'Europe du sud, la mer Méditerranée et les Alpes. Les Alpes slovènes, décomposées en 3 zones (Alpes juliennes, Alpes carniques et Karavanke), dominent la Slovénie au nord-ouest et près de la frontière autrichienne. La portion slovène de la côte adriatique s'étend sur environ 50 km de l'Italie à la Croatie.
Le terme « karst », qui désigne une région calcaire comportant des rivières souterraines, des gorges et des grottes (Postojna, Škocjan), a pour origine le plateau du Karst entre Ljubljana et la frontière italienne.
La plaine de Pannonie, au nord-est, en direction de la frontière hongroise, est essentiellement plate. Cependant, la majorité de la Slovénie est vallonnée ou montagneuse, avec environ 90 % de sa superficie situés à au moins 200 m d'altitude. Les zones boisées représentent une part importante de la surface du pays.
À l'est et au sud-est, les Balkans se caractérisent par des montagnes au relief arrondi, très boisées, où l'on trouve des espèces animales devenues rares ailleurs en Europe, comme le loup ou l'ours brun.

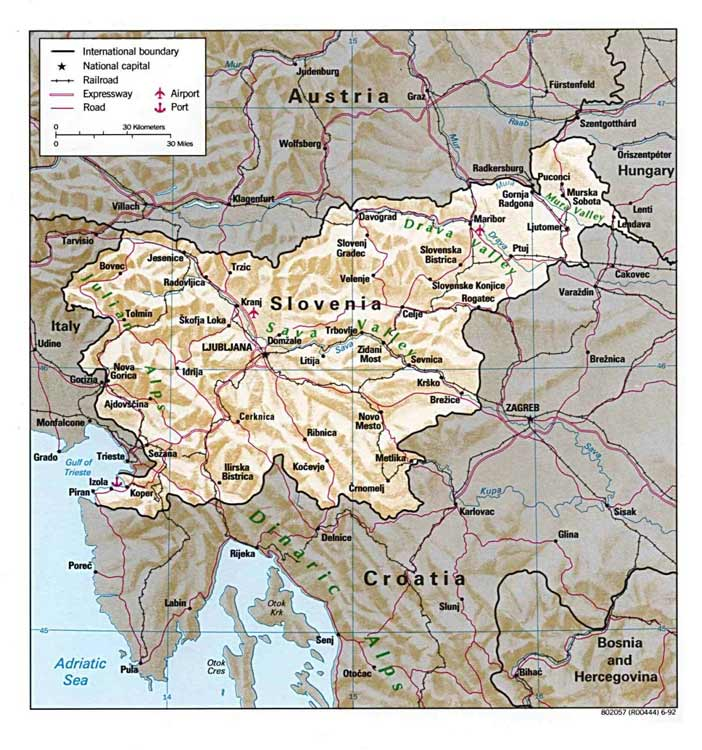
Carte de la Slovénie

## Localisation
La Slovénie est située à l'est de l'Europe du sud, dans la partie orientale des Alpes, au bord de la mer Adriatique entre l'Autriche et la Croatie.

Carte de la Slovénie

## Régions

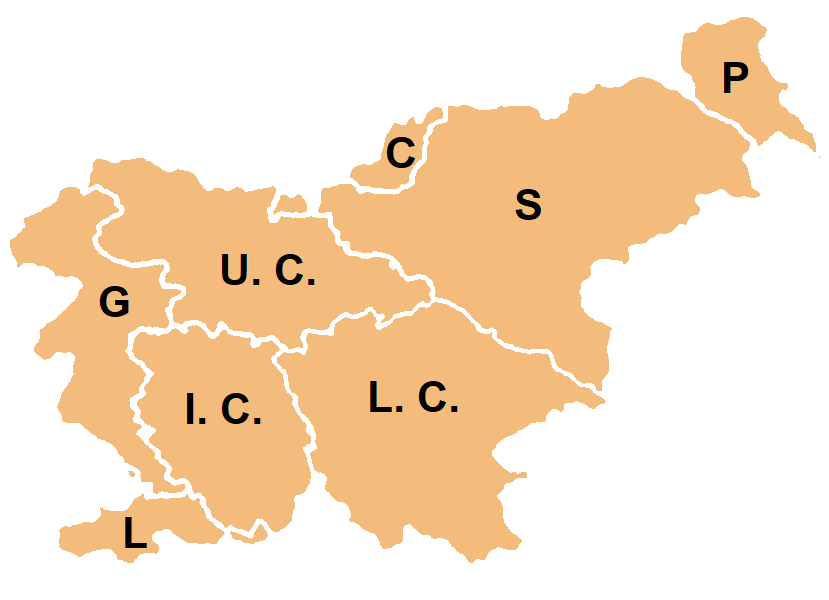
Carte des régions traditionnelles de Slovénie

La Slovénie est traditionnellement divisée en huit régions issues des quatre anciens territoires de l'Empire austro-hongrois que sont la Carniole, le duché de Carinthie, le duché de Styrie et le littoral.
- Prekmurje (P)
- Styrie (Štajerska) (S)
- Carinthie (Koroška) (C)
- Haute-Carniole (Gorenjska) (U.C.)
- Basse-Carniole (Dolenjska) (L.C.)
- Carniole-Intérieure (Notranjska) (I.C.)
- Goriska (Goriška) (G)
- Istrie slovène (Slovenska Istra) (L)

Bien qu'elle forme une région spécifique, la Carniole-Blanche (Bela krajina) est considérée comme faisant partie de la Basse-Carniole. La région de Zasavje, vallée au centre du pays, est partagée entre la haute et la basse Carniole et la Styrie. Goriska et l'Istrie slovène forment ensemble la région historique du littoral slovène.

## Coordonnées géographiques
Points extrêmes de la Slovénie :
- Nord : 46° 53′ N, 16° 14′ E, commune d'Šalovci
- Sud : 45° 25′ N, 15° 10′ E, commune de Črnomelj
- Est : 46° 28′ N, 16° 36′ E, commune de Lendava
- Ouest :46° 17′ N, 13° 23′ E, commune de Kobarid

Extension maximale nord-sud : 128' ou 163 km.

Extension maximale est-ouest : 313' ou 248 km.

## Superficies
- Totale : 20 273 km2, soit légèrement plus petit que le New Jersey, ou environ la moitié de la Suisse ;
- Terre : 20 151 km2 (99,4%) ;
- Lacustre : le lac de Bohinj est le plus vaste lac permanent avec 3,18 km2, suivi du lac de Bled (1,45 km2) ; le lac de Cerknica atteint une superficie de 38 km2, mais c'est un lac intermittent, dépendant des hautes eaux d'hiver.

## Frontières
- Frontières terrestres
  - Total : 1 334 km
  - Pays frontaliers : Autriche 330 km, Croatie 670 km, Italie 232 km, Hongrie 102 km
- Longueur de la côte : 46,6 km

## Climat

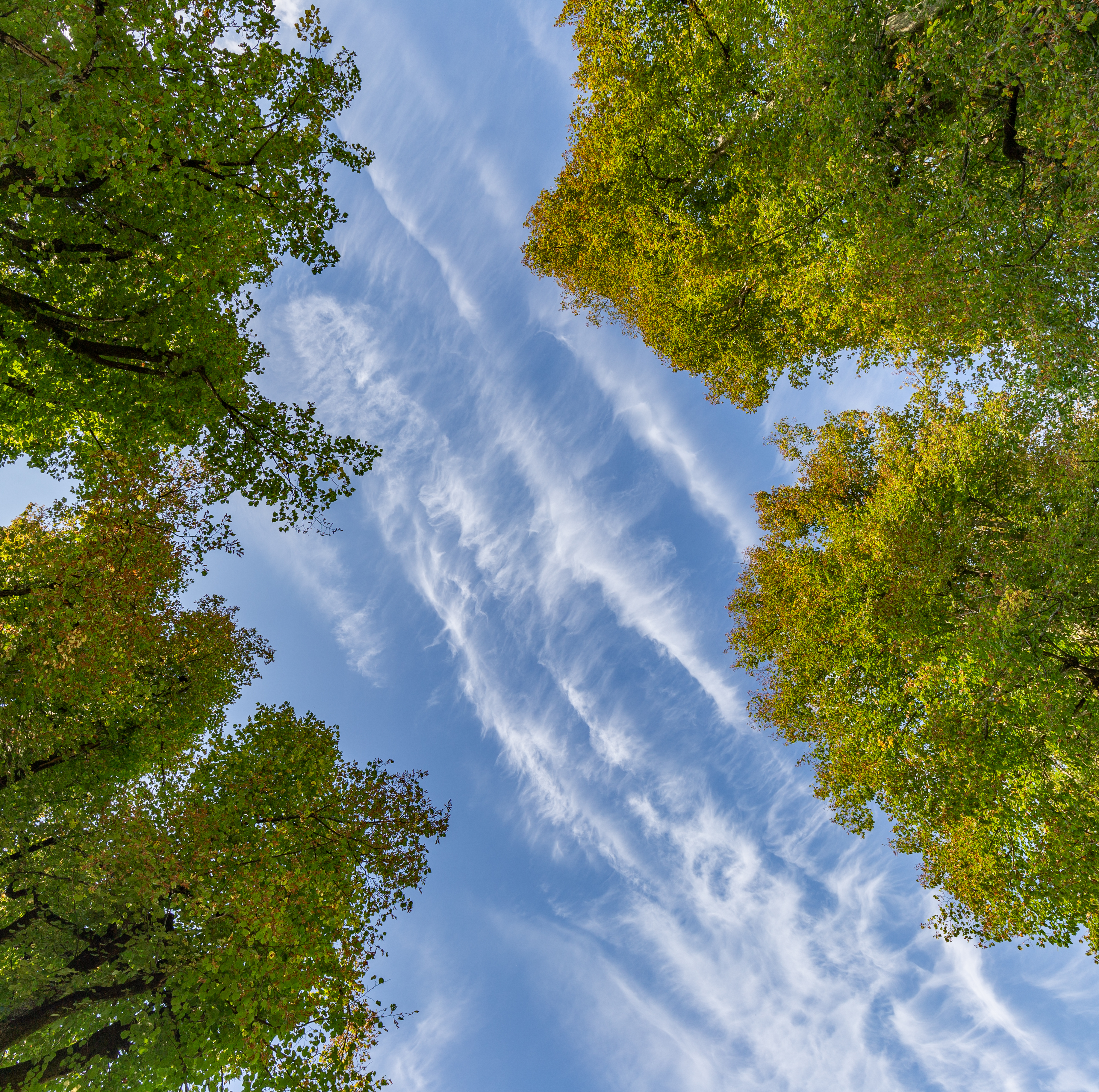
Feuillages et nuages en Slovénie. Aout 2018.

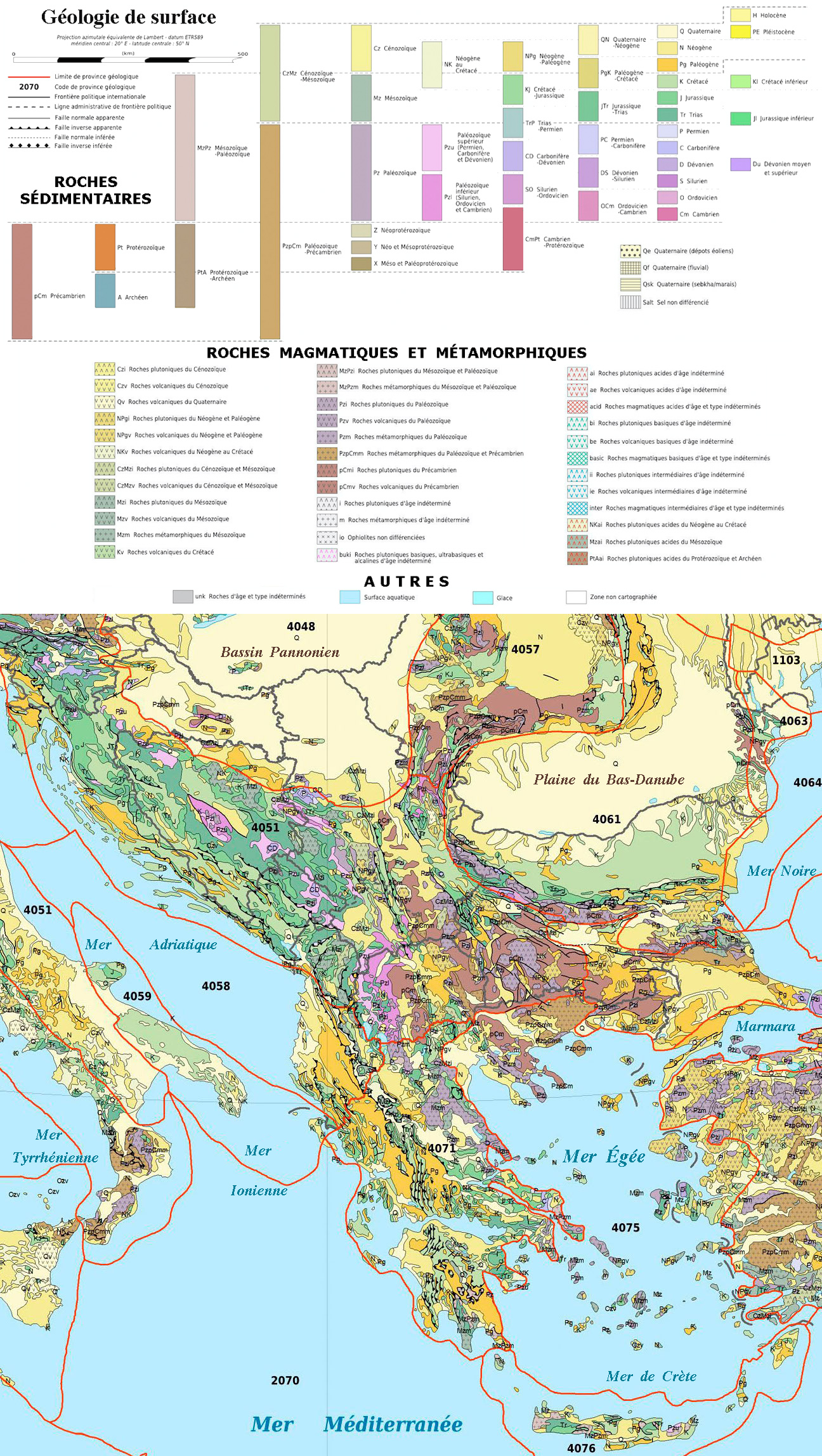
Géologie de la Slovénie (en haut à gauche) et des Balkans.

Climat méditerranéen le long de la côte, climat continental avec des étés doux à chauds et des hivers froids sur les plateaux et dans les vallées à l'est.

## Relief
Une petite bande côtière sur la mer Adriatique, une région alpine frontalière avec l'Italie et l'Autriche, une région de montagnes et de vallées avec de nombreuses rivières à l'est.

### Élévations extrêmes
- Point le plus bas : mer Adriatique 0 m
- Point culminant : Triglav 2 864 m

## Ressources naturelles
La Slovénie exploite (ou a particulièrement exploité) sur son sol des gisements de houille, plomb, zinc, mercure, uranium et argent, ainsi que l'énergie hydroélectrique.

### Utilisation des terres
- Terres arables : 12 %
- Terres cultivées : 3 %
- Pâturages permanents : 24 %
- Forêts et zones boisées : 54 %
- Autres : 7 % (estimations 1996)
- Terres irriguées : 20 km2 (estimation 1993)
- Risques naturels : inondations et séismes

## Environnement

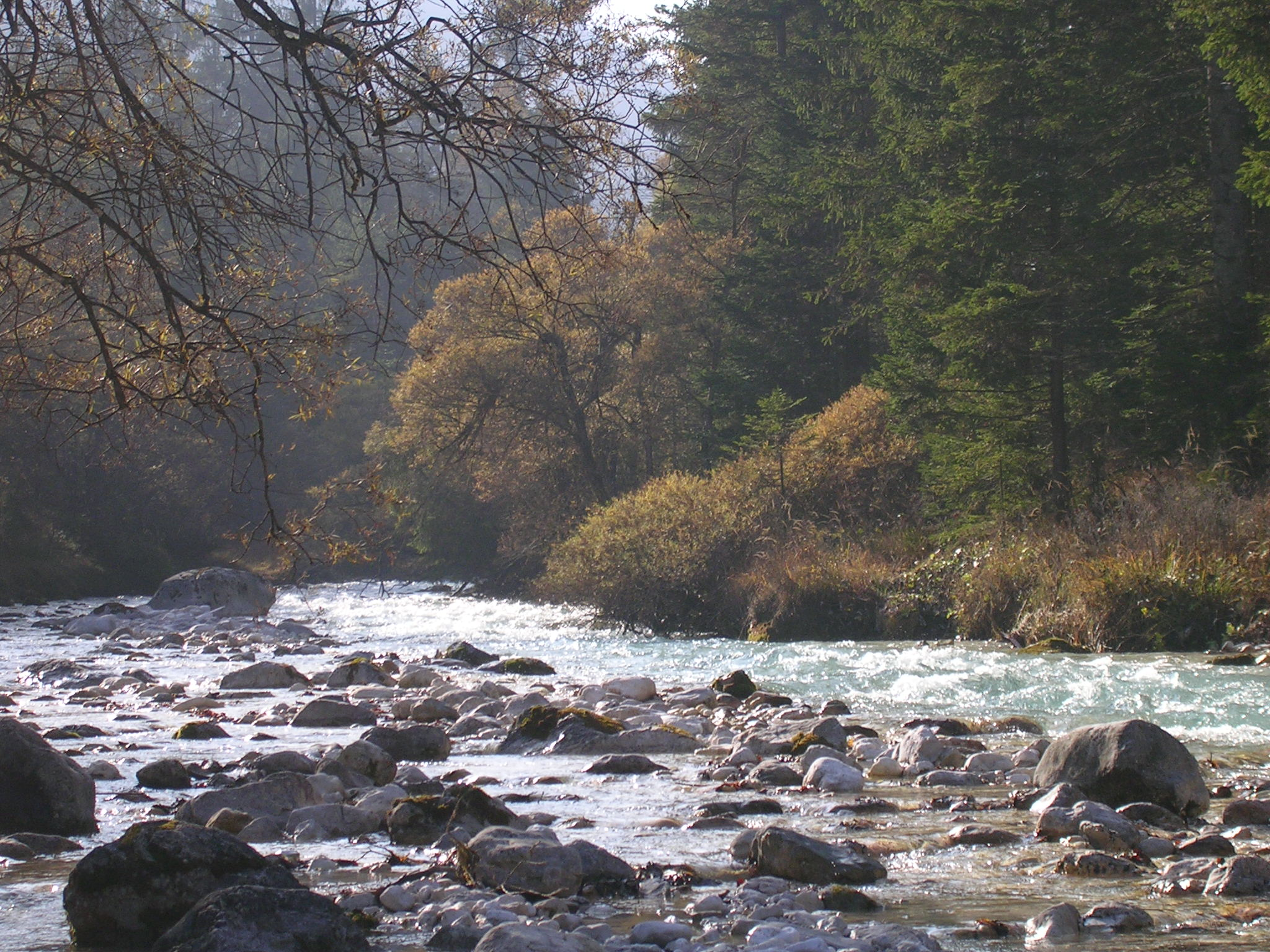
Une rivière alpine, la Bistrica

### Situation
Troisième pays forestier d’Europe, la Slovénie est couverte à 57 %, par 1 227 832 hectares de forêt, dont 39 % sont mixtes (282 m2 de bois par hectare en moyenne pour 2006). Quelques forêts anciennes abritant des descendants de la forêt préhistorique sont protégées, mais la forêt cultivée gagne sur les forêts plus naturelles.
Le réchauffement climatique est dans ce pays (continental) plus marqué que la moyenne mondiale, et il pourrait avoir des impacts sur la biodiversité et la forêt.
L’agriculture traditionnelle a su préserver des prairies parfois exceptionnellement riches en biodiversité (plusieurs centaines d’espèces différentes par hectare).
La Save est polluée par des rejets domestiques et industriels ; pollution des eaux côtières par des métaux lourds et des toxiques chimiques ; détérioration de la forêt près de Koper/Capodistria à cause de la pollution de l'air (due à des usines métallurgiques et chimiques) conduisant à des pluies acides.

### Régulation
En 2001, une agence de l’environnement a été créée, qui doit appliquer un plan d’action national pour l’environnement comprenant l’intégration des préoccupations environnementales dans tous les autres secteurs.
Pour entrer dans l’Union européenne, le pays doit en 2003 renforcer l’application de sa législation sur les déchets, les OGM, la pollution de l’air et industrielle. Il doit améliorer sa gestion des risques, des produits chimiques et la protection contre les radiations.
La Slovénie ayant intégré l’Union européenne le 1er mai 2004, elle doit appliquer les directives européennes concernant l’environnement, et s’intégrer dans le réseau Natura 2000.

## Sources
- La Slovénie sur le CIA World FactBook

### Articles liés
- Parcs naturels de Slovénie
- Slovénie
- Montagnes de Slovénie